# Attaque à la découverte
Aux échecs, une attaque à la découverte est une menace indirecte sur une pièce adverse.

## Le principe
|   | a | b | c | d | e | f | g | h |   |
| 8 | Roi noir sur case blanche d7 · Cavalier blanc sur case blanche d3 · Tour blanche sur case noire d2 · Roi blanc sur case blanche b1 | Roi noir sur case blanche d7 · Cavalier blanc sur case blanche d3 · Tour blanche sur case noire d2 · Roi blanc sur case blanche b1 | Roi noir sur case blanche d7 · Cavalier blanc sur case blanche d3 · Tour blanche sur case noire d2 · Roi blanc sur case blanche b1 | Roi noir sur case blanche d7 · Cavalier blanc sur case blanche d3 · Tour blanche sur case noire d2 · Roi blanc sur case blanche b1 | Roi noir sur case blanche d7 · Cavalier blanc sur case blanche d3 · Tour blanche sur case noire d2 · Roi blanc sur case blanche b1 | Roi noir sur case blanche d7 · Cavalier blanc sur case blanche d3 · Tour blanche sur case noire d2 · Roi blanc sur case blanche b1 | Roi noir sur case blanche d7 · Cavalier blanc sur case blanche d3 · Tour blanche sur case noire d2 · Roi blanc sur case blanche b1 | Roi noir sur case blanche d7 · Cavalier blanc sur case blanche d3 · Tour blanche sur case noire d2 · Roi blanc sur case blanche b1 | 8 |
| 7 | Roi noir sur case blanche d7 · Cavalier blanc sur case blanche d3 · Tour blanche sur case noire d2 · Roi blanc sur case blanche b1 | Roi noir sur case blanche d7 · Cavalier blanc sur case blanche d3 · Tour blanche sur case noire d2 · Roi blanc sur case blanche b1 | Roi noir sur case blanche d7 · Cavalier blanc sur case blanche d3 · Tour blanche sur case noire d2 · Roi blanc sur case blanche b1 | Roi noir sur case blanche d7 · Cavalier blanc sur case blanche d3 · Tour blanche sur case noire d2 · Roi blanc sur case blanche b1 | Roi noir sur case blanche d7 · Cavalier blanc sur case blanche d3 · Tour blanche sur case noire d2 · Roi blanc sur case blanche b1 | Roi noir sur case blanche d7 · Cavalier blanc sur case blanche d3 · Tour blanche sur case noire d2 · Roi blanc sur case blanche b1 | Roi noir sur case blanche d7 · Cavalier blanc sur case blanche d3 · Tour blanche sur case noire d2 · Roi blanc sur case blanche b1 | Roi noir sur case blanche d7 · Cavalier blanc sur case blanche d3 · Tour blanche sur case noire d2 · Roi blanc sur case blanche b1 | 7 |
| 6 | Roi noir sur case blanche d7 · Cavalier blanc sur case blanche d3 · Tour blanche sur case noire d2 · Roi blanc sur case blanche b1 | Roi noir sur case blanche d7 · Cavalier blanc sur case blanche d3 · Tour blanche sur case noire d2 · Roi blanc sur case blanche b1 | Roi noir sur case blanche d7 · Cavalier blanc sur case blanche d3 · Tour blanche sur case noire d2 · Roi blanc sur case blanche b1 | Roi noir sur case blanche d7 · Cavalier blanc sur case blanche d3 · Tour blanche sur case noire d2 · Roi blanc sur case blanche b1 | Roi noir sur case blanche d7 · Cavalier blanc sur case blanche d3 · Tour blanche sur case noire d2 · Roi blanc sur case blanche b1 | Roi noir sur case blanche d7 · Cavalier blanc sur case blanche d3 · Tour blanche sur case noire d2 · Roi blanc sur case blanche b1 | Roi noir sur case blanche d7 · Cavalier blanc sur case blanche d3 · Tour blanche sur case noire d2 · Roi blanc sur case blanche b1 | Roi noir sur case blanche d7 · Cavalier blanc sur case blanche d3 · Tour blanche sur case noire d2 · Roi blanc sur case blanche b1 | 6 |
| 5 | Roi noir sur case blanche d7 · Cavalier blanc sur case blanche d3 · Tour blanche sur case noire d2 · Roi blanc sur case blanche b1 | Roi noir sur case blanche d7 · Cavalier blanc sur case blanche d3 · Tour blanche sur case noire d2 · Roi blanc sur case blanche b1 | Roi noir sur case blanche d7 · Cavalier blanc sur case blanche d3 · Tour blanche sur case noire d2 · Roi blanc sur case blanche b1 | Roi noir sur case blanche d7 · Cavalier blanc sur case blanche d3 · Tour blanche sur case noire d2 · Roi blanc sur case blanche b1 | Roi noir sur case blanche d7 · Cavalier blanc sur case blanche d3 · Tour blanche sur case noire d2 · Roi blanc sur case blanche b1 | Roi noir sur case blanche d7 · Cavalier blanc sur case blanche d3 · Tour blanche sur case noire d2 · Roi blanc sur case blanche b1 | Roi noir sur case blanche d7 · Cavalier blanc sur case blanche d3 · Tour blanche sur case noire d2 · Roi blanc sur case blanche b1 | Roi noir sur case blanche d7 · Cavalier blanc sur case blanche d3 · Tour blanche sur case noire d2 · Roi blanc sur case blanche b1 | 5 |
| 4 | Roi noir sur case blanche d7 · Cavalier blanc sur case blanche d3 · Tour blanche sur case noire d2 · Roi blanc sur case blanche b1 | Roi noir sur case blanche d7 · Cavalier blanc sur case blanche d3 · Tour blanche sur case noire d2 · Roi blanc sur case blanche b1 | Roi noir sur case blanche d7 · Cavalier blanc sur case blanche d3 · Tour blanche sur case noire d2 · Roi blanc sur case blanche b1 | Roi noir sur case blanche d7 · Cavalier blanc sur case blanche d3 · Tour blanche sur case noire d2 · Roi blanc sur case blanche b1 | Roi noir sur case blanche d7 · Cavalier blanc sur case blanche d3 · Tour blanche sur case noire d2 · Roi blanc sur case blanche b1 | Roi noir sur case blanche d7 · Cavalier blanc sur case blanche d3 · Tour blanche sur case noire d2 · Roi blanc sur case blanche b1 | Roi noir sur case blanche d7 · Cavalier blanc sur case blanche d3 · Tour blanche sur case noire d2 · Roi blanc sur case blanche b1 | Roi noir sur case blanche d7 · Cavalier blanc sur case blanche d3 · Tour blanche sur case noire d2 · Roi blanc sur case blanche b1 | 4 |
| 3 | Roi noir sur case blanche d7 · Cavalier blanc sur case blanche d3 · Tour blanche sur case noire d2 · Roi blanc sur case blanche b1 | Roi noir sur case blanche d7 · Cavalier blanc sur case blanche d3 · Tour blanche sur case noire d2 · Roi blanc sur case blanche b1 | Roi noir sur case blanche d7 · Cavalier blanc sur case blanche d3 · Tour blanche sur case noire d2 · Roi blanc sur case blanche b1 | Roi noir sur case blanche d7 · Cavalier blanc sur case blanche d3 · Tour blanche sur case noire d2 · Roi blanc sur case blanche b1 | Roi noir sur case blanche d7 · Cavalier blanc sur case blanche d3 · Tour blanche sur case noire d2 · Roi blanc sur case blanche b1 | Roi noir sur case blanche d7 · Cavalier blanc sur case blanche d3 · Tour blanche sur case noire d2 · Roi blanc sur case blanche b1 | Roi noir sur case blanche d7 · Cavalier blanc sur case blanche d3 · Tour blanche sur case noire d2 · Roi blanc sur case blanche b1 | Roi noir sur case blanche d7 · Cavalier blanc sur case blanche d3 · Tour blanche sur case noire d2 · Roi blanc sur case blanche b1 | 3 |
| 2 | Roi noir sur case blanche d7 · Cavalier blanc sur case blanche d3 · Tour blanche sur case noire d2 · Roi blanc sur case blanche b1 | Roi noir sur case blanche d7 · Cavalier blanc sur case blanche d3 · Tour blanche sur case noire d2 · Roi blanc sur case blanche b1 | Roi noir sur case blanche d7 · Cavalier blanc sur case blanche d3 · Tour blanche sur case noire d2 · Roi blanc sur case blanche b1 | Roi noir sur case blanche d7 · Cavalier blanc sur case blanche d3 · Tour blanche sur case noire d2 · Roi blanc sur case blanche b1 | Roi noir sur case blanche d7 · Cavalier blanc sur case blanche d3 · Tour blanche sur case noire d2 · Roi blanc sur case blanche b1 | Roi noir sur case blanche d7 · Cavalier blanc sur case blanche d3 · Tour blanche sur case noire d2 · Roi blanc sur case blanche b1 | Roi noir sur case blanche d7 · Cavalier blanc sur case blanche d3 · Tour blanche sur case noire d2 · Roi blanc sur case blanche b1 | Roi noir sur case blanche d7 · Cavalier blanc sur case blanche d3 · Tour blanche sur case noire d2 · Roi blanc sur case blanche b1 | 2 |
| 1 | Roi noir sur case blanche d7 · Cavalier blanc sur case blanche d3 · Tour blanche sur case noire d2 · Roi blanc sur case blanche b1 | Roi noir sur case blanche d7 · Cavalier blanc sur case blanche d3 · Tour blanche sur case noire d2 · Roi blanc sur case blanche b1 | Roi noir sur case blanche d7 · Cavalier blanc sur case blanche d3 · Tour blanche sur case noire d2 · Roi blanc sur case blanche b1 | Roi noir sur case blanche d7 · Cavalier blanc sur case blanche d3 · Tour blanche sur case noire d2 · Roi blanc sur case blanche b1 | Roi noir sur case blanche d7 · Cavalier blanc sur case blanche d3 · Tour blanche sur case noire d2 · Roi blanc sur case blanche b1 | Roi noir sur case blanche d7 · Cavalier blanc sur case blanche d3 · Tour blanche sur case noire d2 · Roi blanc sur case blanche b1 | Roi noir sur case blanche d7 · Cavalier blanc sur case blanche d3 · Tour blanche sur case noire d2 · Roi blanc sur case blanche b1 | Roi noir sur case blanche d7 · Cavalier blanc sur case blanche d3 · Tour blanche sur case noire d2 · Roi blanc sur case blanche b1 | 1 |
|   | a | b | c | d | e | f | g | h |   |

Cette manœuvre met en jeu au minimum trois pièces de l'échiquier : la pièce attaquée, la pièce attaquante et la pièce masquante qui appartient au camp attaquant. Lorsque cette dernière bouge, elle rend effective l'attaque.
L'attaque à la découverte permet ainsi à la pièce masquante de réaliser une menace annexe ailleurs sur l'échiquier. Elle peut donc se révéler être un excellent coup tactique visant à attaquer deux pièces simultanément, sans possibilité pour l'adversaire de préserver les deux, à l'instar de la fourchette. On parle alors de batterie, où la combinaison des deux pièces permet le gain matériel.

## Cas particuliers
L'échec à la découverte survient quand la pièce attaquée est le roi adversaire.
L'échec double est un échec à la découverte dans lequel le roi adverse est attaqué à la fois par la pièce attaquante et la pièce qui se déplace. Un échec double impose un coup de roi à l'adversaire, dans la mesure où il n'est pas possible de capturer simultanément les deux pièces adverses, ni d'interposer de pièce pour contrer les deux attaques.
Par exemple, dans l'exemple ci-contre, le coup 1.Cb2+ est un échec à la découverte (seule la tour blanche fait échec), tandis que 1.Cc5+ ou 1.Ce5+ est un échec double (le cavalier et la tour faisant simultanément échec).